# ديف كلارك (لاعب كرة قدم)
ديف كلارك (بالإنجليزية: Dave Clarke)‏ (6 يونيو 1950 - ) هو مدرب كرة قدم ولاعب كرة قدم بريطاني في مركز الدفاع.

## وصلات خارجية
- ديف كلارك على موقع Soccerbase.com (مدرب) (الإنجليزية)